# Plaxtol
Plaxtol är en ort och civil parish i grevskapet Kent i sydöstra England. Orten ligger i distriktet Tonbridge and Malling, cirka 8 kilometer norr om Tonbridge och cirka 7 kilometer öster om Sevenoaks. Tätorten (built-up area) hade 1 133 invånare vid folkräkningen år 2021.